# Checkkredit
Checkkredit, eller kontraktskredit, avser möjligheten att löpande låna pengar på checkkontot upp till ett visst gränsbelopp (limit). En checkkredit är i vissa fall fördelaktigare än ett vanligt lån, eftersom man endast behöver betala ränta för det beloppet man har nyttjat istället för att betala för hela kreditbeloppet. För en checkkredit betalar man dels dispositionsränta och kontraktsränta (en årlig procentuell avgift på det hela kreditbeloppet).